# Athetis pacificus
Athetis pacificus är en fjärilsart som beskrevs av Felix Bryk 1942. Athetis pacificus ingår i släktet Athetis och familjen nattflyn. Inga underarter finns listade i Catalogue of Life.